# ويست نيبسينغ (أونتاريو)
ويست نيبسينغ، أونتاريو (بالإنجليزية: West Nipissing)‏ هي مدينة كندية تقع في مقاطعة أونتاريو. تبلغ مساحة هذه المدينة 1989.5663 (كم²)، ويبلغ عدد سكانها 13410 نسمة حسب إحصاء سنة 2006 م، بينما كان يسكنها 13114 نسمة في سنة 2001 م. تحتل هذه المدينة المرتبة رقم 276 بين مدن كندا حسب عدد السكان والمرتبة رقم 107 في المقاطعة. نما عدد السكان في هذه المدينة بنسبة (2.3) بين العامين المذكورين.

## معرض صور

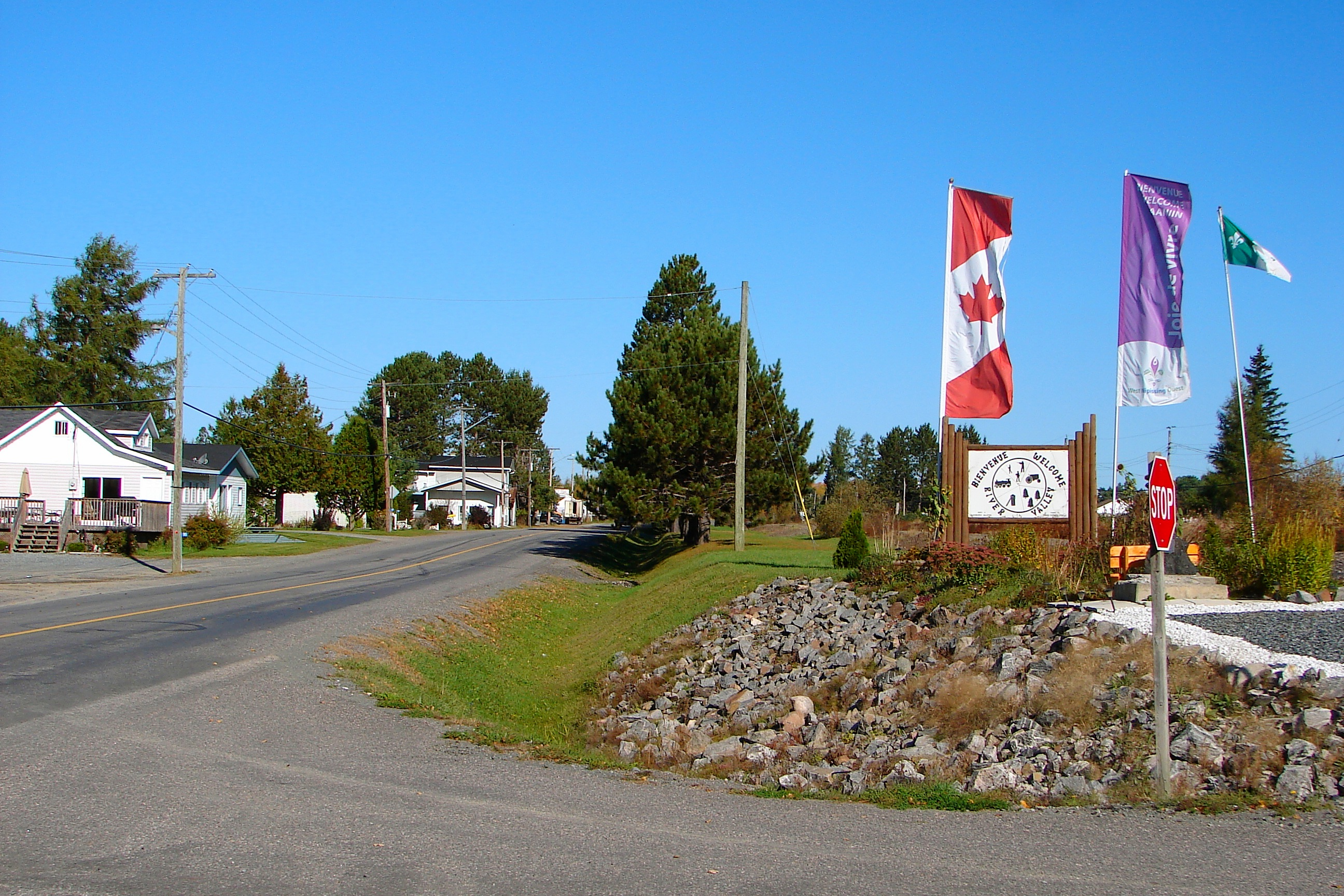
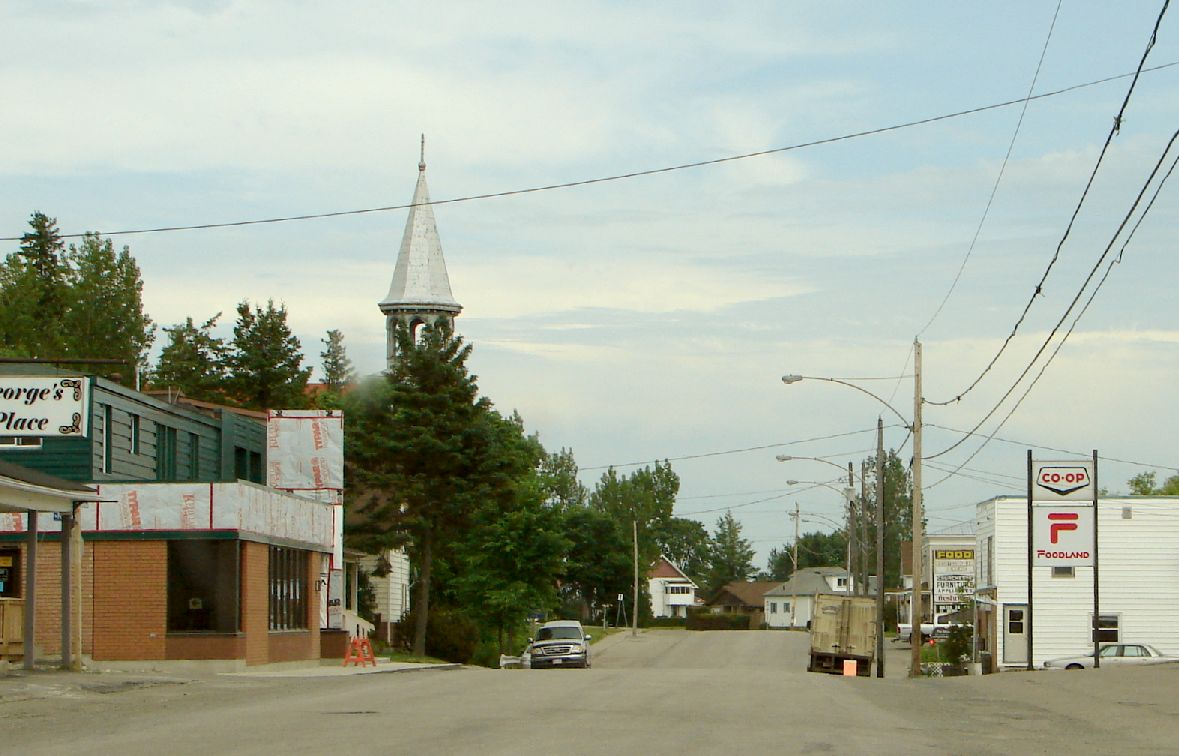
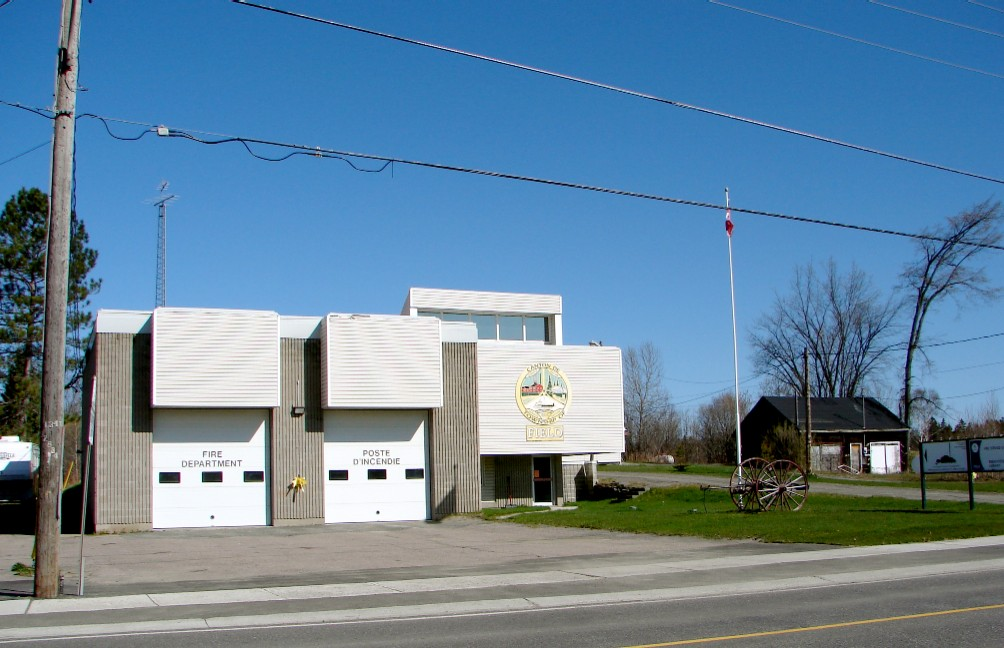
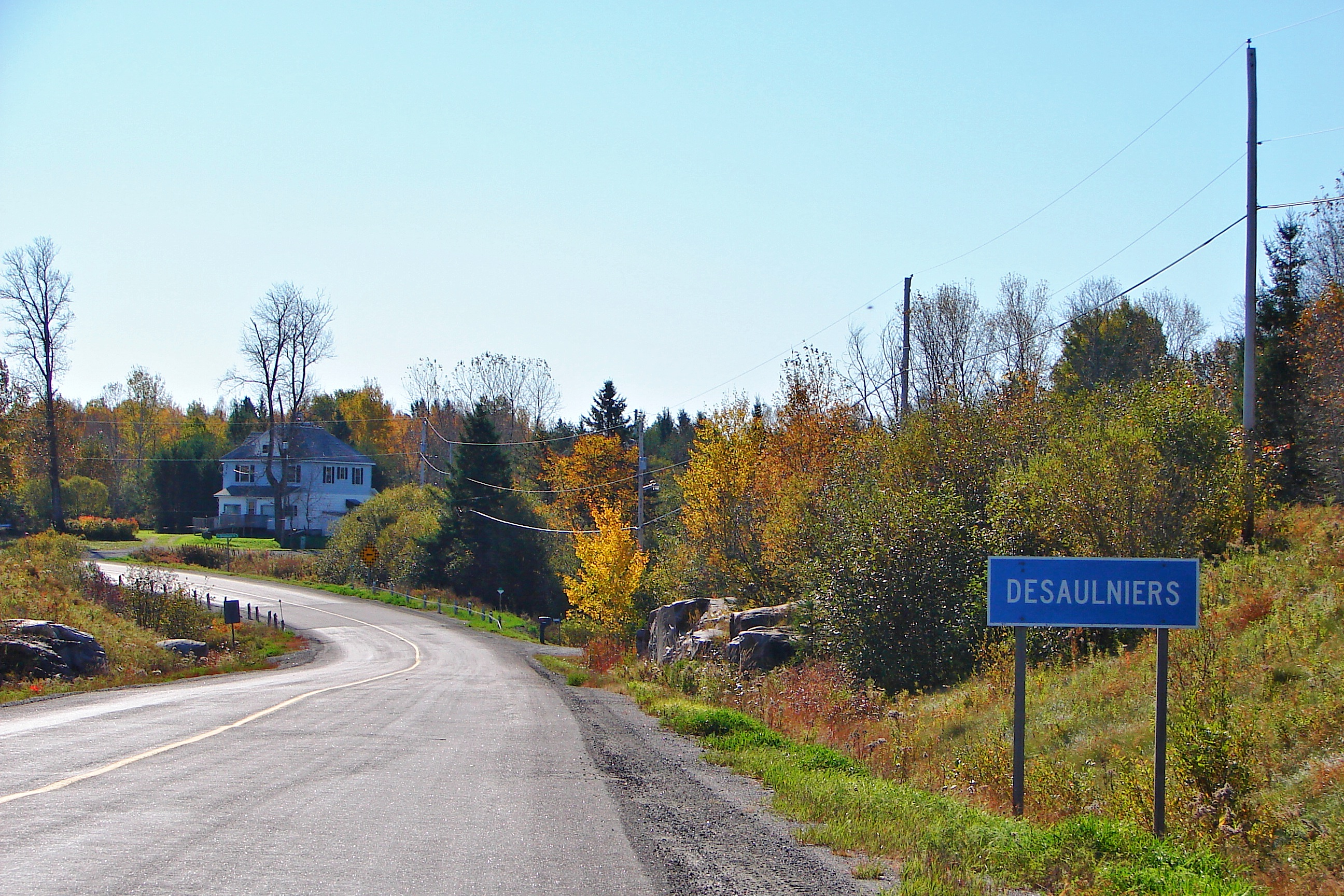

## أعلام
- ميتش غانون
- فرانس غارو
- دان فراولي
- كارل سميث
- هاري باين
- إد هارينجتون

## وصلات خارجية
- الأطلس الحكومي لكندا
- إحصاءات كندا مع ساعة تعداد السكان